# مالفا لودفيجي
مالفا لودفيجي هو نوع واسع الانتشار من النباتات المزهرة من الفصيلة الخبازية. موطنه الأصلي شمال أفريقيا، والشرق الأوسط، وآسيا الوسطى، والهند، وبشكلٍ متفرق في ناميبيا وجنوب أفريقيا. هو أيضا نبات حولي يتكيف مع الصحراء، وهو نبات عشبي إلى حد ما، حيث يُوجد في الأراضي المزروعة وعلى جوانب الطرق.